# Маркус-Гук (Пенсільванія)
Маркус-Гук (англ. Marcus Hook) — місто (англ. borough) в США, в окрузі Делавер штату Пенсільванія. Населення — 2454 особи (2020).

## Географія
Маркус-Гук розташований за координатами 39°48′46″ пн. ш. 75°24′58″ зх. д. / 39.81278° пн. ш. 75.41611° зх. д. (39.812888, -75.416201).  За даними Бюро перепису населення США в 2010 році місто мало площу 4,21 км², з яких 2,88 км² — суходіл та 1,33 км² — водойми.

## Демографія
Згідно з переписом 2010 року, у селищі мешкало 2397 осіб у 907 домогосподарствах у складі 574 родин. Густота населення становила 570 осіб/км².  Було 1018 помешкань (242/км²).
Расовий склад населення:
| - 82,3 % — білих - 13,6 % — чорних або афроамериканців - 0,1 % — корінних американців - 0,1 % — азіатів |

До двох чи більше рас належало 3,6 %. Частка іспаномовних становила 3,0 % від усіх жителів.
За віковим діапазоном населення розподілялося таким чином: 28,2 % — особи молодші 18 років, 61,8 % — особи у віці 18—64 років, 10,0 % — особи у віці 65 років та старші. Медіана віку мешканця становила 33,1 року. На 100 осіб жіночої статі у селищі припадало 93,3 чоловіків;  на 100 жінок у віці від 18 років та старших — 88,6 чоловіків також старших 18 років.
Середній дохід на одне домашнє господарство становив 44 633 долари США (медіана — 38 049), а середній дохід на одну сім'ю — 47 340 доларів (медіана — 40 809). Медіана доходів становила 46 181 долар для чоловіків та 26 719 доларів для жінок. За межею бідності перебувало 21,1 % осіб, у тому числі 30,1 % дітей у віці до 18 років та 7,8 % осіб у віці 65 років та старших.
Цивільне працевлаштоване населення становило 995 осіб. Основні галузі зайнятості: освіта, охорона здоров'я та соціальна допомога — 27,3 %, роздрібна торгівля — 18,0 %, виробництво — 10,6 %, мистецтво, розваги та відпочинок — 8,0 %.